# Гарантированная полоса пропускания
CIR (англ. Committed Information Rate) — гарантированная полоса пропускания виртуального канала (PVC) в сетях Frame Relay (FR).
В первоначальном наборе стандартов (ANSI T1S1) CIR как отдельный параметр отсутствует, но для отдельного виртуального канала были определены параметры B(c) (bits committed, Committed Burst Size), B(e) (bits excess) и T(c) (Committed Rate Measurement Interval). B(c) при этом определяется как количество бит, гарантированно передаваемых за время T(c) даже при перегрузке сети, B(e) — максимальное количество бит, которые могут быть переданы за время T(c) при недогрузке сети, то есть без гарантии доставки: заголовки пакетов, отправляемые после превышения B(c) метятся битом DE (discard eligible, аналогичен CLP в ATM) и в случае возникновения в сети перегрузки уничтожаются на коммутаторах перегруженного участка.
Таким образом, для виртуального канала могут быть определены две полосы пропускания:
- CIR=B(c)/T(c) — гарантированная полоса пропускания
- EIR=B(e)/T(c) — максимальная негарантированная полоса пропускания

Возможна настройка и работа FR-каналов со значением CIR, равным нулю.
В ANSI T1S1 значение T(c) не было определено, так как значения T(c), B(c) и B(e) являются связанными параметрами, зависящими от скоростей физических интерфейсов, агрегированных полос пропускания виртуальных каналов, размеров буферов FR-коммутатора и других параметров, зависящих от реализации и настроек коммутатора.
Однако CIR и EIR оказались удобными показателями для описания параметров каналов при заключении соглашений между операторами FR-сетей и потребителями их услуг, более того, во многих случаях T(c) может динамически пересчитываться в зависимости от характера трафика, поэтому в RFC 3133 (Terminology for Frame Relay Benchmarking) CIR является первичным параметром и T(c) определяется как временной интервал, необходимый для поддержания CIR, то есть T(c)=Bc/CIR, выступая в качестве аналога TCP Sliding Window.
В сетевых технологиях при множественном доступе к разделяемому каналу с двухуровневой приоритизацией (некоторые беспроводные и спутниковые сети и т. д.) также используют термин CIR для приоритезируемой клиентской полосы пропускания, при этом CIR является одним из целевых параметров конфигурации шейперов (shapers) — подсистем сглаживания трафика с буферизацией (RFC 2963, A Rate Adaptive Shaper for Differentiated Services), в этом случае вместо EIR используется комбинация параметров MIR (Maximum Information Rate) и PIR (Peak Information Rate).